# Пантеліц
Пантеліц (нім. Pantelitz) — громада в Німеччині, розташована в землі Мекленбург-Передня Померанія. Входить до складу району Передня Померанія-Рюген. Складова частина об'єднання громад Ніпарс.
Площа — 14,41 км2. Населення становить 836 ос. (станом на 31 грудня 2020).